# 阿都阿兹·萨塔尔
拿督阿都阿兹·萨塔尔（1925年8月8日—2014年5月6日），马来西亚演员、歌手、喜剧演员和导演，因其在1950年代和1960年代的马来语黑白电影中与巨星比·南利搭档而闻名。
2014年5月6日，他因心脏病去世，享年88岁。

## 演艺生涯
阿都阿兹与已故巨星比·南利和S·沙姆斯乌德丁（S. Shamsuddin）在《Pendekar Bujang Lapok》（1959年）、《Ali Baba Bujang Lapok》（1960年）和《Seniman Bujang Lapok》（1961年）中的角色是形影不离的三人组。
阿都阿兹还执导了多部电影，包括《Keluarga Si Comat》（1975年）、《Si Badol》（1979年）、《Prebet Lapok》（1979年）、《Penyamun Tarbus》（1980年）、《Da Di Du》（1981年）、《Setinggan》（1982年）和《Darah Satria》（1993年）。

## 与比南利的关系
在马来电影制作有限公司（MFP）工作后，他出演了几部由巨星比·南利指导的Bujang Lapok系列电影。随后，比南利成为阿都阿兹的导师和知己。他与比南利之间的亲密关系促使他撰写了一本书，记录了他们在马来西亚和新加坡电影业工作期间的友谊。

## 个人生活
阿都阿兹结过四次婚，育有七个孩子。

## 勋衔
2007年，时任马来西亚最高元首端姑米占再纳阿比丁授予他拿督头衔。